# Parigi-Tours 2000
La Parigi-Tours 2000, novantaquattresima edizione della corsa e valevole come prova della Coppa del mondo 2000, si svolse l'8 ottobre 2000, per un percorso totale di 254,5 km. Fu vinta dall'italiano Andrea Tafi, al traguardo con il tempo di 6h38'14" alla media di 38,344 km/h.
Al traguardo di Tours 113 ciclisti portarono a termine il percorso.

## Squadre e corridori partecipanti
| N.      | Cod. | Squadra                          |
| ------- | ---- | -------------------------------- |
| 1-8     | RAB  | Rabobank                         |
| 11-18   | MAP  | Mapei-Quick Step                 |
| 21-28   | TEL  | Team Deutsche Telekom            |
| 31-38   | KEL  | Kelme-Costa Blanca               |
| 41-48   | FAS  | Fassa Bortolo                    |
| 51-58   | LAM  | Lampre-Daikin                    |
| 61-68   | VIN  | Vini Caldirola-Sidermec          |
| 71-78   | FES  | Festina                          |
| 81-88   | FAR  | Farm Frites                      |
| 91-98   | LIQ  | Liquigas-Pata                    |
| 101-108 | COF  | Cofidis, le Crédit par Téléphone |
| 111-118 | SAE  | Saeco-Valli & Valli              |
| 121-128 | MER  | Mercatone Uno-Albacom            |

| N.      | Cod. | Squadra                  |
| ------- | ---- | ------------------------ |
| 131-138 | MCJ  | Memory Card-Jack & Jones |
| 141-148 | LOT  | Lotto-Adecco             |
| 151-158 | FDJ  | La Française des Jeux    |
| 161-168 | PLT  | Team Polti               |
| 171-178 | A2R  | AG2R Prévoyance          |
| 181-188 | EUS  | Euskaltel-Euskadi        |
| 191-198 | C.A  | Crédit Agricole          |
| 201-208 | DEL  | Jean Delatour            |
| 211-218 | BJT  | Bonjour-Toupargel        |
| 221-228 | ALA  | Alexia Alluminio         |
| 231-238 | BIG  | BigMat-Auber 93          |
| 241-248 | SAI  | Saint Quentin-Oktos      |

## Ordine d'arrivo (Top 10)
| Pos. | Corridore           | Squadra       | Tempo    |
| ---- | ------------------- | ------------- | -------- |
| 1    | Andrea Tafi         | Mapei         | 6h38'14" |
| 2    | Andrei Tchmil       | Lotto-Adecco  | a 39"    |
| 3    | Daniele Nardello    | Mapei         | s.t.     |
| 4    | Paolo Bettini       | Mapei         | a 1'36"  |
| 5    | Gorazd Štangelj     | Liquigas-Pata | a 1'39"  |
| 6    | Rik Verbrugghe      | Lotto-Adecco  | s.t.     |
| 7    | Zbigniew Spruch     | Lampre-Daikin | s.t.     |
| 8    | Rolf Sørensen       | Rabobank      | a 2'00"  |
| 9    | Jaan Kirsipuu       | AG2R Prév.    | a 2'05"  |
| 10   | Alessandro Petacchi | Fassa Bortolo | s.t.     |